# Triborough Bridge
El Triborough Bridge (literalment Pont tri-borough) és un complex compost de tres ponts que connecten els tres boroughs de Manhattan, del Queens i del Bronx a New York. El Triborough travessa dues illes, Ward's Island després Randall's Island del sud al nord, que serveixen d'intermediaris sobre l'aigua entre els tres grans districtes. Els tres ponts salven l'Hell Gate, Harlem River, i l'estret del Bronx Kill. El complex és administrat per la Triborough Bridge and Tunnel Authority, una filial de la Metropolitan Transportation Authority. Els tres ponts que componen el Triborough Bridge són d'estructures i de longituds diferents: el més llarg és l'East River suspension bridge, pont penjant de 847 metres de llarg, seguit del Bronx Kills crossing de 488 m; el tercer és l'Harlem River lift bridge.
La construcció del complex va començar el 1930, però va ser ràpidament interrompuda a conseqüència de la Gran depressió. Però gràcies als fons desbloquejats pel New Deal, els treballs es van recuperar sota la direcció de Robert Moses a mitjans dels anys 1930, i el pont va estar obert a la circulació l'11 de juliol de 1936. Els costos dels treballs van superar els de la presa Hoover, construïda el 1935. El betó emprat en el construcció provenia de fàbriques situades a Maine i el Mississipi, mentre que la fabricació dels caixons on el formigó va ser colat va requerir la tala de tot un bosc a Oregon.
Després dels atemptats de l'11 de setembre de 2001, les autoritats han prohibit de prendre fotografies o vídeos de l'estructura, per por que grups terroristes els puguin estudiar per a preparar un nou atemptat contra la ciutat.